# Кубрик, Кристиана
Кристиана Кубрик (урождённая Christiane Susanne Harlan; род. 10 мая 1932) — немецкая актриса, танцовщица, художница и певица, родившаяся в театральной семье. Была замужем за режиссёром Стенли Кубриком  с 1958 по 1999 годы.

## Биография
Кристиана Харлан родилась в Германии в 1932 году, дочь оперного певца Фрица Морица Харлана и оперной певицы Ингеборг Харлан, племянница режиссёра Файта Харлана. Училась актёрскому мастерству и в начале карьеры имела определённый успех на театральных подмостках.
В 1957 году сыграла небольшую роль в финале фильма Кубрика «Тропы славы», который снимался в Германии. В титрах она была заявлена как Сюзанна Кристиан. Вскоре после съёмок актриса и режиссёр поженились.
После брака Харлан-Кубрик отошла от актёрской деятельности, посвятив себя занятиям живописью. Её брат Ян Харлан продюсировал все фильмы Кубрика после «Барри Линдона» (1975).